# Félix Duban
Jacques Félix Duban (París, 14 de octubre de 1798 - Burdeos, 8 de octubre de 1870) fue un arquitecto francés, contemporáneo de Jacques Ignace Hittorff y Henri Labrouste, constituyó el líder de la nueva escuela romántica. 
Duban ganó el Premio de Roma en 1823, el más prestigioso premio de la École des Beaux-Arts. Recibió una gran influencia durante su estancia de cinco años en Italia, en particular, su sentido del color, influenciado por la pintura policromada de la antigua Pompeya, recién descubiertas las tumbas etruscas, y de la tradición de la gran pintura decorativa del Renacimiento. Duban fue elegido como miembro de la Academia de Bellas Artes en 1854.
Con diferencia, el trabajo más destacado de Durban es el edificio principal de la Escuela, realizado en 1830. El edificio principal, el Palacio de Estudios, fue diseñado con pinturas en el interior y esculturas para la formación de los de artistas. Diseñó y adecuó todo el campus principal para la entrada en la Rue Bonaparte. Con otras expansiones hacia el Sena, esta obra fue completada en 1861.

## Otras obras
- Restauración de los castillos de Blois, Château de Gaillon, y Château de Dampierre.
- Terminación y restauración de la Galería de Apolo en el Museo del Louvre, a partir de 1848. En ella se refleja y refuerza su estructura y repara la cobertura que protege la valiosa bóveda de cañón decorado, construida en 1661 por orden del joven Luis XIV.
- Restauración de la Sainte-Chapelle, con Jean-Baptiste-Antoine Lassus y el entonces joven Eugène Viollet-le-Duc.
- Restauración de diversos monumentos históricos y de residencias particulares.

- Datos: Q653434
- Multimedia: Félix Duban / Q653434